# Pere d’Urtx
Pere d’Urtx (katalanische Aussprache: [ˈoɾtʃ]; * in Urtx; † 1293) war von 1269 bis 1293 Bischof von Urgell. Er wurde der erste bischöfliche Kofürst von Andorra, als er 1278 mit Roger Bernard III., dem Grafen von Foix, den Vertrag über die gemeinsame Souveränität über das Gebiet unterzeichnete. Der Vertrag beendete fast ein Jahrhundert lang den Konflikt zwischen den Bischöfen von Urgell einerseits und den Grafen von Castellbò und den Grafen von Foix andererseits und begründete den modernen Staat Andorra.

## Leben
Pere d’Urtx war der Sohn von Galceran d’Urtx und Blanca de Mataplana und Archidiakon von Prats, bevor er am 3. November 1269 zum Bischof von Urgell gewählt wurde.
Zu Beginn seiner Karriere setzte er sich für die Restaurierung der Kathedrale und die Bedingungen für den Zugang zum Universitätsstudium ein.
Als er schwer krank war, verfasste er am 12. Januar 1293 sein Testament und starb wahrscheinlich kurz darauf. Er wurde in der Kathedrale von Urgell in einem Sarkophag beigesetzt, dessen Malereien Arnau Pintor zugeschrieben werden.